# Исидор Михайлович
Исидор Василев Михайлович (Михайлиди) е български финансист, музикант, композитор.

## Биография
Роден е през февруари 1846 г. в град Браила в семейството на Василаки Михайлиди (р. 1804), изселник от Сливен, завършва правни науки в Парижката Сорбона между 1824 и 1827, адвокат, един от основателите на Българското книжовно дружество и член на първото му настоятелство.
Исидор Михайлович завършва средно музикално училище в родния си град. 1865 и 1866 г. учи във Виена, като ученик на бъдещия композитор и музикален педагог Роберт Фукс. Заедно си братята си Михаил и Георги е член на филхармоничните дружества „Муза“ и „Лира“ в Браила. Участва и в Театралното дружество на Добри Войников в града. През Руско-турската война (1877 – 1878) е касиер на Тулчанското губернско управление, а по-късно е контрольор-книговодител във Варна. От 1881 до 1883 е управляващ БНБ. След като е освободен от поста, става директор на новооткрития клон на БНБ в Русе, а по-късно и на клона във Варна.
Свири на пиано, контрабас и тромбон. Композира предимно клавирни пиеси. Заедно с братята си нотира български народни песни.
Брат му Георги Михайлович (1850 – 1885) завършва инженерни науки в Гент, Белгия; съветник при Министерството на вътрешните работи по делата на Общите сгради (1882), началник на строителния отдел при Министерството на общите сгради, земеделието и търговията (1884).
Третият брат Михаил (1838 – умира в Браила в края на 1877) е търговец.
Сестра им Мария е съпруга на държавника Георги Желязкович.
Исидор Михайлович е женен за Елиза Бакалбаша, също музикант и композитор, дъщеря на сливенския търговец Милко Бакалбаша, преселник в Браила и Галац.